# Ліси центральних районів Канадського щита
Ліси центральних районів Канадського щита (ідентифікатор WWF: NA0602) — неарктичний екорегіон тайги, розташований на сході Канади.

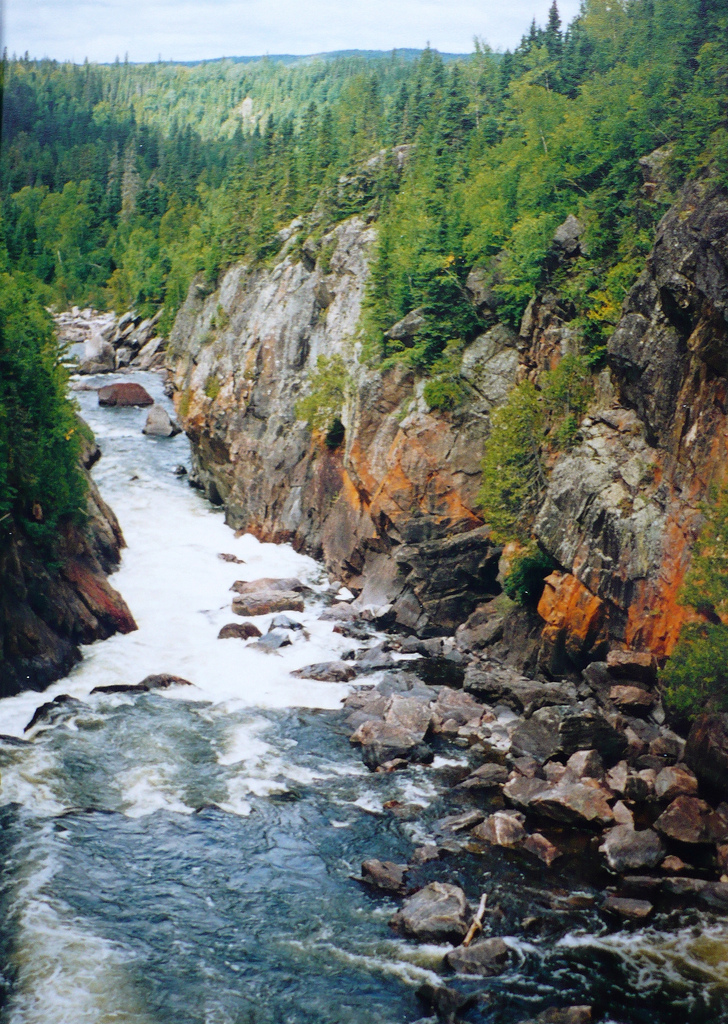
Ландшафт Національного парку Пукасква (Онтаріо)

## Географія
Екорегіон лісів центральних районів Канадського щита простягається від північного узбережжя озера Верхнє, найбільшого та найзахіднішого з п'яти Великих озер Північної Америки через центральні райони Онтаріо на схід до озера Містассіні в центральному Квебеку. З геологічної точки зору основу регіону складають докембрійські метаморфічні та магматичні породи Канадського щита. Грядові відслонення корінних порід на півночі регіону покриті багатими на кальцій супіщаними або суглинистими ґрунтами, а на півдні — тонким шаром кислих піщаних ґрунтів. З півночі екорегіон обмежений Гудзонською низовиною, у напрямку до якої зростає щільність водно-болотних угідь. В часи останнього льодовикового періоду територія екорегіону була вкрита льодовиковим щитом, який залишив тут численні озера та льодовикові форми рельєфу. Наразі в регіоні продовжується післяльодовиковий відскок (підйом поверхні суші після відступу важких льодовикових щитів).
На півночі екорегіон переходить у тайгу півдня Гудзонової затоки, на сході — у східноканадські бореальні ліси та тайгу сходу Канадського щита, на півдні — у східноканадські перехідні ліси, а на заході — у ліси середнього заходу Канадського щита.

## Клімат
На більшій частині екорегіону переважає субарктичний клімат (Dfc за класифікацією кліматів Кеппена), а на півдні — вологий континентальний або гемібореальний клімат (Dfb за класифікацією Кеппена). Середньорічна температура в екорегіоні коливається від -2 °C до 1,5 °C, середня зимова температура — від -17 °C до -12 °C, а середня літня температура — від 12,5 °C до 14 °C. Середньорічна кількість опадів коливається від 550 мм до 900 мм, зростаючи з півночі на захід. На північному заході екорегіону спорадично трапляється багаторічна мерзлота.

## Флора
На півночі регіону поширені бореальні ліси, основу яких складають чорні ялини (Picea mariana), сосни Банкса (Pinus banksiana) та паперові берези (Betula papyrifera). В лісах, що ростуть на більш теплих південних схилах та на півдні регіону, також зустрічаються сизі ялини (Picea glauca), американські осики (Populus tremuloides), бальзамисті тополі (Populus balsamifera) та бальзамисті ялиці (Abies balsamea). Скелі Канадського щита, що трапляються в регіоні, часто бувають вкриті різнокольоровими лишайниками. На північному березі озера Верхнє росте багато рідкісних видів рослин. Важливим фактором, що впливає на рослинність екорегіону, є викликані грозами пожежі, які можуть охоплювати до кількох десятків тисяч гектарів.

## Фауна
Серед поширених в екорегіоні ссавців слід відзначити східного лося (Alces alces americana), вапіті (Cervus canadensis), білохвостого оленя (Odocoileus virginianus) барибала (Ursus americanus), вовка (Canis lupus), звичайну лисицю (Vulpes vulpes), канадську рись (Lynx canadensis), руду рись (Lynx rufus), ільку (Pekania pennanti), американську куницю (Martes americana), американського горностая (Mustela richardsonii), смугастого скунса (Mephitis mephitis), звичайного ракуна (Procyon lotor), американського зайця (Lepus americanus), червону вивірку (Tamiasciurus hudsonicus), канадського голкошерста (Erethizon dorsatum) та лісового бабака (Marmota monax). На берегах річок та озер поширені канадські бобри (Castor canadensis), канадські видри (Lontra canadensis), річкові візони (Neogale vison) та болотяні ондатри (Ondatra zibethicus). На території екорегіону зустрічаються найпівденнішні популяції лісових карибу (Rangifer tarandus caribou) в Північній Америці.
Серед поширених в екорегіоні птахів слід відзначити канадську дикушу (Canachites canadensis), американського орябка (Bonasa umbellus), манітобського тетерука (Tympanuchus phasianellus), віргінського пугача (Bubo virginianus), яструбину сову (Surnia ulula), північну жовну (Dryocopus pileatus), ялинового дятла (Picoides dorsalis), канадську кукшу (Perisoreus canadensis), сизоголового віреона (Vireo solitarius), королівського тирана (Tyrannus tyrannus), канадського волоочка (Troglodytes hiemalis), канадську гаїчку (Poecile hudsonicus) та жовтогузого пісняра-лісовика (Setophaga coronata). На водно-болотних угіддях регіону зустрічаються американські крижні (Anas rubripes), каролінки (Aix sponsa), канадські казарки (Branta canadensis) та жовтоокі крехи (Lophodytes cucullatus).

## Збереження
Оцінка 2017 року показала, що 9763 км², або 4 % екорегіону, є заповідними територіями. Загалом близько 40 % первинних лісів регіону є збереженими, тоді як решта лісів були знищені або значно деградували внаслідок масштабної вирубки, видобування корисних копалин та розвитку гідроенергетики. Природоохоронні території включають: Національний парк Пукасва, Провінційний парк Вабакімі, Провінційний парк Кесагімі та Провінційний парк острова Мічіпікотен в Онтаріо, а також Національний парк Егебель в Квебеку. Крім того, дрібніші природоохоронні території розташовані в долинах річок Міссінайбі, Олбані та Аттавапіскат в Онтаріо.